# Peliococcus vivarensis
Peliococcus vivarensis är en insektsart som beskrevs av Tranfaglia 1981. Peliococcus vivarensis ingår i släktet Peliococcus och familjen ullsköldlöss. Inga underarter finns listade i Catalogue of Life.